# Discografie van Heinz Rudolf Kunze
Deze discografie is een overzicht van de muzikale werken van de Duitse pop-rockzanger Heinz Rudolf Kunze. Volgens zijn eigen verklaringen heeft hij tot nu toe (per februari 2020) meer dan 4,5 miljoen platen verkocht. Zijn meest succesvolle publicaties zijn de studioalbums Dein ist mein ganzes Herz en Wunderkinder, waarvan elk meer dan 250.000 exemplaren zijn verkocht.

## Albums

### Studioalbums
| Jaar | Titel                         | Hitklasseringen | Hitklasseringen | Hitklasseringen | Opmerkingen                                        |
| Jaar | Titel                         | DE              | AT              | CH              | Opmerkingen                                        |
| ---- | ----------------------------- | --------------- | --------------- | --------------- | -------------------------------------------------- |
| 1981 | Reine Nervensache             | —               | —               | —               | Eerste uitgave: 29 mei 1981                        |
| 1982 | Eine Form von Gewalt          | —               | —               | —               | Eerste uitgave: januari 1982                       |
| 1983 | Der schwere Mut               | —               | —               | —               | Eerste uitgave: 27 januari 1983                    |
| 1984 | Ausnahmezustand               | —               | —               | —               | Eerste uitgave: 4 oktober 1984                     |
| 1985 | Dein ist mein ganzes Herz     | 8 (22 weken)    | —               | —               | Eerste uitgave: 25 oktober 1985 Verkoop: + 250.000 |
| 1986 | Wunderkinder                  | 18 (17 weken)   | —               | —               | Eerste uitgave: 23 oktober 1986 Verkoop: + 250.000 |
| 1988 | Einer für alle                | 13 (8 weken)    | —               | —               | Eerste uitgave: 25 augustus 1988                   |
| 1989 | Gute Unterhaltung             | 31 (25 weken)   | —               | —               | Eerste uitgave: 27 oktober 1989                    |
| 1991 | Brille                        | 4 (17 weken)    | —               | —               | Eerste uitgave: 15 januari 1991                    |
| 1992 | Draufgänger                   | 22 (12 weken)   | —               | —               | Eerste uitgave: 28 augustus 1992                   |
| 1994 | Kunze: Macht Musik            | 10 (15 weken)   | —               | —               | Eerste uitgave: 25 februari 1994                   |
| 1996 | Richter-Skala                 | 46 (9 weken)    | —               | —               | Eerste uitgave: 23 februari 1996                   |
| 1997 | Alter Ego                     | 33 (5 weken)    | —               | —               | Eerste uitgave: 28 februari 1997                   |
| 1999 | Korrekt                       | 12 (11 weken)   | —               | —               | Eerste uitgave: 1 maart 1999                       |
| 2001 | Halt!                         | 10 (7 weken)    | —               | —               | Eerste uitgave: 15 januari 2001                    |
| 2002 | Wasser bis zum Hals steht mir | 65 (1 weken)    | —               | —               | Eerste uitgave: 4 februari 2002                    |
| 2003 | Rückenwind                    | 26 (4 weken)    | —               | —               | Eerste uitgave: 31 maart 2003                      |
| 2005 | Das Original                  | 28 (3 weken)    | —               | —               | Eerste uitgave: 28 februari 2005                   |
| 2007 | Klare Verhältnisse            | 21 (5 weken)    | —               | —               | Eerste uitgave: 26 januari 2007                    |
| 2009 | Protest                       | 15 (8 weken)    | —               | —               | Eerste uitgave: 30 januari 2009                    |
| 2011 | Die Gunst der Stunde          | 8 (6 weken)     | —               | —               | Eerste uitgave: 21 januari 2011                    |
| 2012 | Hier rein da raus             | 23 (1 week)     | —               | —               | Eerste uitgave: 7 september 2012 met Räuberzivil   |
| 2013 | Stein vom Herzen              | 18 (5 weken)    | —               | —               | Eerste uitgave: 25 oktober 2013                    |
| 2015 | Tiefenschärfe                 | —               | —               | —               | Eerste uitgave: 27 februari 2015 met Räuberzivil   |
| 2016 | Deutschland                   | 8 (5 weken)     | —               | —               | Eerste uitgave: 12 februari 2016                   |
| 2016 | Meisterwerke:Verbeugungen     | 37 (1 week)     | —               | —               | Eerste uitgave: 30 september 2016 Coveralbum       |
| 2018 | Schöne Grüße vom Schicksal    | 16 (4 weken)    | —               | —               | Eerste uitgave: 4 mei 2018                         |
| 2020 | Der Wahrheit die Ehre         | 3 (5 weken)     | —               | —               | Eerste uitgave: 21 februari 2020                   |
| 2021 | Werdegang                     | 10 (4 weken)    | —               | —               | Eerste uitgave: 19 november 2021                   |

### Livealbums
| Jaar | Titel                               | Hitklasseringen | Hitklasseringen | Hitklasseringen | Opmerkingen                       |
| Jaar | Titel                               | DE              | AT              | CH              | Opmerkingen                       |
| ---- | ----------------------------------- | --------------- | --------------- | --------------- | --------------------------------- |
| 1987 | Deutsche singen bei der Arbeit      | 65 (1 week)     | —               | —               | Eerste uitgave: 1 oktober 1987    |
| 2009 | Räuberzivil                         | 86 (1 week)     | —               | —               | Eerste uitgave: 18 september 2009 |
| 2020 | Wie der Name schon sagt – Solo live | 41 (1 week)     | —               | —               | Eerste uitgave: 13 november 2020  |

Verdere livealbums
- 1984: Die Städte sehen aus wie schlafende Hunde
- 1991: Sternzeichen Sündenbock
- 1994: Der Golem aus Lemgo
- 2003: Dabeisein ist alles
- 2005: Man sieht sich
- 2006: Kommando Zuversicht
- 2011: Calw live (Anyone’s Daughter met Heinz Rudolf Kunze)
- 2013: Uns fragt ja keiner (met Tobias Künzel)
- 2014: Stein vom Herzen – Live bei Radio Berlin

### Compilaties
| Jaar | Titel                                             | Hitklasseringen | Hitklasseringen | Hitklasseringen | Opmerkingen                      |
| Jaar | Titel                                             | DE              | AT              | CH              | Opmerkingen                      |
| ---- | ------------------------------------------------- | --------------- | --------------- | --------------- | -------------------------------- |
| 1999 | Nonstop – Das bisher Beste von Heinz Rudolf Kunze | 17 (7 weken)    | —               | —               | Eerste uitgave: 1 november 1999  |
| 2012 | Ich bin – Im Duett mit                            | 12 (4 weken)    | —               | —               | Eerste uitgave: 24 februari 2012 |

Verdere compilaties
- 1993: Ich brauch dich jetzt – 13 Balladen
- 1993: Mit Leib und Seele
- 1999: Agent Provocateur
- 2002: Portrait
- 2010: Stars & Hits
- 2019: My Star 2.0

### Ep's
- 1982: 6 Song Album – Extra Price
- 1987: Amiga Quartett: Heinz Rudolf Kunze (in de DDR)
- 2003: Rückenwind – Hörproben
- 2012: Im nächsten Leben werd’ ich Spielerfrau
- 2014: Quentin Qualle – Die Muräne hat Migräne (ep met kinderliederen)
- 2015: Quentin Qualle – Rock am Riff (ep met kinderliederen)

## Singles

### Als leadmuzikant
| Jaar | Titel Album                                | Hitklasseringen | Hitklasseringen | Hitklasseringen | Opmerkingen                      |
| Jaar | Titel Album                                | DE              | AT              | CH              | Opmerkingen                      |
| ---- | ------------------------------------------ | --------------- | --------------- | --------------- | -------------------------------- |
| 1985 | Dein ist mein ganzes Herz                  | 8 (18 weken)    | —               | —               | Eerste uitgave: 9 december 1985  |
| 1989 | Alles was sie will Gute Unterhaltung       | 51 (18 weken)   | —               | —               | Eerste uitgave: 13 november 1989 |
| 1991 | Wenn du nicht wiederkommst Brille          | 54 (13 weken)   | —               | —               | Eerste uitgave: 4 maart 1991     |
| 1991 | Alles gelogen Brille                       | 78 (5 weken)    | —               | —               | Eerste uitgave: 8 juli 1991      |
| 1992 | Finderlohn Draufgänger                     | 55 (11 weken)   | —               | —               | Eerste uitgave: 17 augustus 1992 |
| 1994 | Leg’ nicht auf Kunze: Macht Musik          | 56 (10 weken)   | —               | —               | Eerste uitgave: 7 februari 1994  |
| 1994 | Einfacher Mann Kunze: Macht Musik          | 54 (11 weken)   | —               | —               | Eerste uitgave: 20 juni 1994     |
| 1997 | Du bist nicht allein Alter Ego             | 84 (8 weken)    | —               | —               | Eerste uitgave: 10 februari 1997 |
| 1999 | Aller Herren Länder Korrekt                | 75 (9 weken)    | —               | —               | Eerste uitgave: 15 februari 1999 |
| 2003 | Mach’ auf Rückenwind                       | 63 (1 week)     | —               | —               | Eerste uitgave: 3 maart 2003     |
| 2008 | Längere Tage / Astronaut in Bagdad Protest | 93 (1 week)     | —               | —               | Eerste uitgave: 12 december 2008 |

### Als gastmuzikant
| Jaar | Titel Album                    | Hitklasseringen | Hitklasseringen | Hitklasseringen | Opmerkingen                                         |
| Jaar | Titel Album                    | DE              | AT              | CH              | Opmerkingen                                         |
| ---- | ------------------------------ | --------------- | --------------- | --------------- | --------------------------------------------------- |
| 1985 | Nackt im Wind –                | 3 (10 Wo.)      | 18 (10 Wo.)     | 21 (3 Wo.)      | Eerste uitgave: 21 januari 1985 met Band für Afrika |
| 2006 | Won’t Forget These Days 2006 – | 48 (7 Wo.)      | —               | —               | Eerste uitgave: 9 juni 2006 met Music Team Germany  |

Verdere singles
- 1981: Für nichts und wieder nichts
- 1982: Die kommen immer wieder
- 1983: Auf der Durchreise
- 1983: Sicherheitsdienst
- 1984: Glaubt keinem Sänger
- 1984: Lola
- 1985: Ein Mann muss tun was ein Mann tun muss (ein Mann tun was ein Mann tun muss)
- 1985: Grüne Mauer (met Hans Hartz, Udo Lindenberg, Hendrik Schaper & Rolf Zuckowski)
- 1986: Mit Leib und Seele
- 1986: Fallensteller / Neonröhren
- 1986: Dies ist Klaus
- 1987: Finden Sie Mabel!
- 1987: Wunderkinder
- 1987: Ich brauch dich jetzt (live)
- 1988: Meine eigenen Wege
- 1988: Fetter Pappa
- 1988: Liebe ist Zärtlichkeit
- 1990: Alle Soldaten woll’n nach Haus (met Reinhard Mey, Klaus Hoffmann & Hans Scheibner)
- 1990: Größer als wir beide
- 1992: Held der Arbeit
- 1994: Tohuwabohu
- 1996: Ich steh’ dir bei
- 1996: Halt’s Maul
- 1997: Gib den Ring wieder her
- 1997: Löwin
- 1999: Himbeerbaby
- 1999: Nonstop – Nichts ist relativ
- 2001: Pegasus
- 2005: Mehr als dies
- 2011: Hunderttausend Rosen
- 2013: Hallo Himmel
- 2016: Blumen aus Eis
- 2019: Der Prediger

## Videoalbums
- 1991: Ein Abend mit Brille
- 2003: Dabeisein ist alles
- 2005: 25 HRK – Man sieht sich - Die Edition zum 30. Bühnenjubiläum
- 2010: Heinz Rudolf Kunze – In Alter Frische

## Auteursparticipaties
De volgende lijst bevat nummers die Kunze voor andere artiesten schreef. Coverversies worden niet vermeld.
| - City - 2002: Darf ich - 2002: Fang an - 2002: Ich bin ganz Auge - 2002: Nie wieder - 2002: Zieh’ dich aus - Herman van Veen - 1989: Blauwe plekken (positie 35 in Nederland) - 1990: Des bleus partout - 1993: Als je komt; Ja; Du oder Du - 1996: Twee reizigers | - Milva - 1988: Komm zurück zu mir - 1988: Nur wenn du mich magst - Sarah-Stephanie - 2010: Sie liebt sie - Nicole - 2019: 50 ist das neue 25 - 2019: Alle Menschen sind besonders - 2019: Sag nicht alles - 2019: Der Maharadscha - 2019: Eine richtige Frau - 2019: Können wir nicht Fremde bleiben? - 2019: Gerne am Leben |

Kunze als auteur in de hitlijst
| Jaar | Titel Interpretatie                   | Hitklassering | Hitklassering | Hitklassering | Opmerking                       |
| Jaar | Titel Interpretatie                   | DE            | AT            | CH            | Opmerking                       |
| ---- | ------------------------------------- | ------------- | ------------- | ------------- | ------------------------------- |
| 2002 | Dein ist mein ganzes Herz DJ R.O.C.K. | 40 (8 weken)  | —             | —             | Eerste uitgave: 14 oktober 2002 |

## Speciale uitgaven

### Luisterboek
- Wenn man vom Teufel spricht – Live-Lesung in Leipzig, opgenomen in de Kupfersaal Leipzig in maart 2020, uitgebracht in mei 2020

### Gastbijdragen
- 1988: 125 Jahre SPD – Das weiche Wasser bricht den Stein (met Albert Mangelsdorff, Senta Berger, Willy Brandt & Götz George)
- 1990: Ich hab’ meine Rostlaube tiefergelegt (met Reinhard Mey)
- 2003: Du oder Du (Herman van Veen met Heinz Rudolf Kunze)
- 2004: Hart am Ball (Achim Reichel feat. Heinz Rudolf Kunze, Inga Rumpf, Jan Fedder, Klaus Lage, Lotto King Karl, Pe Werner, Piet Klocke & Stoppok)
- 2012: Uns kann nix passieren (Purple Schulz met Heinz Rudolf Kunze)
- 2014: Gone Again (Paul Millns met Heinz Rudolf Kunze)

### Samplerbijdragen
- 1980: Bestandsaufnahme (Folk, Lied, Song)
- 2017: Früh war der Tag erwacht (Rosalie) (Manfred Krug – Seine Lieder; met Joo Kraus)

## Boxsets
- 1983: Der schwere Mut & Die Städte sehen aus wie schlafende Hunde
- 2010: Remastered Deluxe Box Set
- 2013: Wenn alle Stricke reißen
- 2014: Die drei anderen Alben – Sternzeichen Sündenbock / Der Golem aus Lemgo / Wasser bis zum Hals steht mir

## Statistiek

### Evaluatie hitlijsten
|                       | DE | AT | CH |
| --------------------- | -- | -- | -- |
| Nummer 1-Albums       | —  | —  | —  |
| Top-10-Albums         | 8  | —  | —  |
| Albums in de hitlijst | 29 | —  | —  |

|                        | DE | AT | CH |
| ---------------------- | -- | -- | -- |
| Nummer 1-Singles       | —  | —  | —  |
| Top-10-Singles         | 2  | —  | —  |
| Singles in de hitlijst | 13 | 1  | 1  |

### Awards voor muziekverkoop
| Land/Regio       | Goud | Platina | Verkoop | Bronnen           |
| ---------------- | ---- | ------- | ------- | ----------------- |
| Duitsland (BVMI) | 2    | —       | 500.000 | musikindustrie.de |
| Totaal           | 2    | —       |         |                   |